# Kitty Pryde
Katherine Anne "Kitty" Pryde é uma super-heroína ficcional que aparece em quadrinhos americanos publicados pela Marvel Comics, comumente em associação com os X-Men. O personagem apareceu pela primeira vez em Uncanny X-Men #129 (janeiro de 1980) e foi co-criado pelo escritor-artista John Byrne e Chris Claremont.
Uma mutante, Pryde possui uma habilidade "faseada" que lhe permite, assim como objetos ou pessoas com quem ela está em contato, tornar-se intangível. Esse poder também perturba qualquer campo elétrico que ela passa, e permite que ela possa andar no ar.
A pessoa mais jovem para se juntar aos X-Men, ela foi interpretada como uma "irmãzinha" para muitos membros mais velhos dos X-Men, preenchendo o papel de folha literária para os personagens mais estabelecidos. Durante esse período, ocasionalmente usa os nomes de código Sprite e Ariel, passando por muitas mudanças de fantasia para cada nome de código até se encontrar com sua roupa de negrito e ouro. Durante a minissérie Kitty Pryde e Wolverine, ela é renomeada como Lince Negra (Shadowcat), o codinome com qual ela mais se associaria e transições para a descrições mais madura de suas subsequentes aparições. Ela era um dos elos principais dos personagens retratados no título original da Excalibur. Depois de se juntar aos Guardiões da Galáxia, ela assume a identidade do super-herói de seu noivo como Star-Lord.
Na série de filmes X-Men, Kitty foi interpretada por jovens atrizes em participações rápidas: Sumela Kay em X-Men (2000) e Katie Stuart em X2 (2003). Elliot Page interpretou a personagem em X-Men: O Confronto Final (2006) e X-Men: Dias de Um Futuro Esquecido (2014). Ela é classificada como #47 nos 100 melhores heróis de quadrinhos da IGN.

## Publicação
Em 1978, o canadense John Byrne fez o primeiro rascunho de Kitty Pryde. Não teve nenhuma mudança significativa em sua aparência e nem em seus poderes até sua publicação. Byrne pensou nos codinomes Sparrowhawk, Kittyhawk, Sprite, Spirit e Ariel;  sendo escolhidos os codinomes em negrito.
Sua aparência foi levemente inspirada na atriz Sigourney Weaver (a estrela da série cinematográfica Alien) e em uma vizinha judia que ele teve nos tempos em que ainda morava no Canadá.

## Biografia ficcional da personagem
Katherine foi batizada com esse nome em homenagem à sua avó. Seus pais, os judeus Carmen e Terri Pryde estavam próximos de se separar justo quando surgiram grandes dores de cabeça na garota: eram seus poderes começando a aflorar aproximadamente aos 13 anos e meio.
Um dia, Kitty subiu para seu quarto, sentindo a pior dor de cabeça de sua vida. Deitada na cama, fechou os olhos, desejando que ela passasse. E passou. Para sua surpresa, quando abriu os olhos, encontrava-se na sala de estar. Sem saber, a jovem havia usado, pela primeira vez, seu poder de atravessar objetos sólidos.
O professor Charles Xavier a localizou com o Cérebro e enviou Colossus, Tempestade e Wolverine para encontrá-la, sem saber que o Clube do Inferno, liderado por Emma Frost (que na época era vilã), também monitorava as atividades do supercomputador e estava de olho nela.
Os X-Men levaram Kitty a uma sorveteria, onde de repente, mercenários do Clube do Inferno atacaram os pupilos de Xavier. Kitty recuou assustada e se viu atravessando a parede. No final, os três X-Men acabam presos pelo Clube e ela, que não estava disposta a abandonar seus novos amigos, se escondeu a bordo da nave do Clube do Inferno.  A adolescente conseguiu se aproximar de Ororo sem ser vista, pegou o número dos X-Men e pediu ajuda.
A mutante havia demonstrado uma coragem fora do comum para alguém de sua idade e sem experiência, resgatando a equipe.

### X-Men
Com isso, Kitty ficou muito próxima dos três X-Men que a recrutaram; adotou Tempestade como uma grande amiga, considerando-a como uma irmã mais velha; Wolverine passou a ser seu grande professor e tinha uma atração por Colossus. Mas nem todos os X-Men possuíam a simpatia de Kitty; a jovem tinha pavor da aparência demoníaca de Noturno. Mas depois de uma aventura no tempo, acaba com seu pavor por Noturno, que estava morto na época onde foi enviada, e os dois se tornam grandes amigos. Vampira também criou uma certa antipatia pela menina, mas ao longo do tempo elas se tornam amigas, até a chegada de Bobby Drake, o Homem de Gelo.
Apesar de toda a preocupação que os X-Men tinham com a jovem, a mutante sempre passou pelas missões da sala de perigo com bastante facilidade, atravessando tudo sem problema algum. Em diversas missões provou o seu valor na equipe, principalmente na véspera de Natal, que, quando todos saíram da Mansão, a garota combateu sozinha um demônio N’garai (criatura mística de uma raça que dominou a Terra no passado e já havia enfrentado os mutantes anteriormente) que havia invadido a mansão.
Em uma aventura espacial no planeta da Ninhada, um pequeno dragãozinho salva a vida de Kitty e escapa do planeta junto com ela antes deste explodir. Ela gosta tanto do dragão que o chama de Lockheed (Kitty escolheu o nome do dragão com base no Pássaro Negro, pois o nome da construtora da nave era Corporação Lockheed) e ele acaba virando seu animalzinho de estimação, passando a acompanhá-la em todas as suas aventuras.
Mesmo com a sua boa atuação nos X-Men, Xavier decide transferi-la para os Novos Mutantes, a equipe recém-criada por ele com integrantes da idade dela. Kitty se revolta com a decisão. Apesar disso, a mesma já havia provado várias vezes ser capaz de se manter na equipe. Depois, Charles acaba mantendo-a nos X-Men.
Kitty promete a Caliban que se ele ajudasse os X-Men a salvar Anjo, ela ficaria com ele para sempre nos esgotos dos Morlocks. O inocente Caliban aceita e os X-Men recebem a ajuda do pobre mutante. Um tempo depois, os Morlocks capturam a jovem e criam uma festa de casamento para ela e Caliban. Os X-Men chegam para salvá-la, porém, mesmo contra sua vontade aceita casar com o feioso Caliban por sua antiga promessa. Mas a generosidade e amor que Caliban tem por Kitty a libera da dívida, esperando que ela volte algum dia por vontade própria. Mas Lince Negra inicia um namoro com Colossus.

### Lince Negra
O sensei de Wolverine, Ogun, sequestrou Kitty Pryde e através de magia alterou sua personalidade transformando-a numa grande ninja contra Wolverine. Ele consegue recuperar a consciência dela, mas muito do aprendizado ninja que Ogun lhe passou permaneceu. A partir de então Kitty passou a ser conhecida como Lince Negra.
Apesar de ser alguns anos mais velho, Colossus se sentia inseguro por ser um inocente garoto do campo e Kitty muito mais inteligente. Ficava inseguro também com a amizade de Kitty com Doug Ramsey (o Cifra), que tinha a mesma idade e mesmos gostos. Colossus, confuso sobre o que sente, termina com Kitty, que ficou arrasada. Depois de um tempo ela teve relações com o Homem de Gelo até ter seu filho Jonh Drake Pride o que traumatizou Vampira que na época era namorada de Bobby, mas por sua incapacidade de tocá-la acabou o levando para próximo de Kitty, Bobby amava Vampira, mas não podia viver para sempre sem tocar em alguém com segundas intenções.
(O parágrafo acima é de algum fanfic e não de da cronologia oficial da Marvel, existe um futuro alternativo em que eles tem um filho chamado Carmen, mas não é canônico)
Durante o Massacre de Mutantes, Kitty salva Vampira de um ataque do carrasco Arpão, mas é atingida. O ataque como efeito colateral a impedia de voltar da forma intangível para a humana, e em pouco tempo, as moléculas de seu corpo se distanciariam cada vez mais até se dissipar por completo. Foi salva por uma máquina criada pelo Reed Richards, que conseguiu estabilizar seu corpo. Entretanto, seus poderes ainda não estavam em perfeitas condições. Agora, seu estado natural era intangível e tinha que se concentrar para condensar. Quando os X-Men supostamente morreram em Dallas, Kitty ainda estava se recuperando na Ilha Muir.

### Excalibur
Pouco depois, ela entrou para o Excalibur, a equipe mutante britânica formada por ela, Noturno, Meggan, Capitão Britânia e Rachel Summers.
Ao fazer 15 anos decide entrar para a faculdade e passa para Oxbridge, na Inglaterra. Porém a universidade preocupada com a adaptação da garota por ser muito mais nova e não frequentar colégios, ter apenas aulas particulares durante anos, resolveu enviá-la durante seis meses para um colégio preparatório.
Kitty acompanha Peter Wisdom em uma missão pessoal. Ela, aos poucos, vai percebendo que Wisdom tem um bom coração apesar de não admitir e vai se apaixonando por ele. Wisdom é capturado e salvo pela jovem, que se beijam. Katherine começa a namorar com Wisdom.
Após a morte de Illyana, a Espada espiritual ressurge em Kitty e tenta dominá-la. Além disso, o ressurgimento da espada chamou o interesse de alguns seres, como Gravemoss que pretendia roubá-la para possuir mais poder e Lancina que queria destruí-la. Amanda Sefton é convocada por sua mãe Margali para salvar Kitty e não deixar a espada cair em mãos erradas. Amanda ajuda Kitty a derrotar o perigo e entrega a espada a Margali, sem saber que ela também tinha interesses malignos pela espada.
Tempos depois, Kitty termina o namoro com Wisdom por eles serem muito diferentes. O Excalibur termina depois que Capitão Britânia e Meggan se casam e Lince Negra, Colossus e Noturno retornam aos X-Men.
Quando Colossus sacrificou a sua vida para salvar a humanidade do vírus legado, Kitty foi até a Rússia, onde espalhou suas cinzas.

### Mekanix
Depois da morte de seu pai, vitima de uma grande tragédia em Genosha onde tiveram 16.000 mortos. Kitty não aguentou, sua vida estava cercada de mortes (Cifra, Illyanna, Colossus.) Resolveu desistir da vida de heroína e foi para a faculdade de Chicago para se dedicar aos estudos e tentar viver uma vida próxima do normal.

### Suposta Morte
Depois, Lince Negra é convidada a retornar aos X-Men para participar da equipe principal, os Surpreendentes X-Men. Tem sérios problemas em aceitar Emma Frost na equipe, antiga inimiga dos  X-Men, e vive desconfiada dela, querendo desmascará-la. E assim passa a dividir a mesma equipe com quem mais odeia, sempre com muita rivalidade entre as duas.
Fica em choque quando, em uma missão, reencontra Colossus que não estava morto. As cinzas que ela jogou na Rússia não eram dele. Os dois passam a trabalhar novamente na mesma equipe e logo voltam a namorar.
Em um planeta chamado Grimamundo, Kitty entra no Retaliador, um suposto míssil com 16 km de comprimento apontado para a Terra. Ela pretendia desativá-lo mas percebe que o projétil não possui circuitos internos, apenas quilômetros de espesso metal alienígena, o que a exaure severamente. Quando chega à ponta, Kitty desmaia com o esforço e o lançamento se inicia, percebendo-se que não é um míssil, e sim uma bala.
Os principais heróis da Terra se mobilizam para impedir a bala que destruirá seu planeta mas são afetados pela magia que protege a bala. Kitty está fraca pelo metal alienígena que a afeta e se sente mesclada a ele. Frost entra em contato telepático com Kitty tentando fazê-la sair da bala, mas Kitty estava fraca demais e o momento de trégua acaba com a rivalidade entre elas, Kitty se sentia doente e presa como se o metal a quisesse lá dentro. Sem ver mais opção de sobreviver, Pryde utiliza seu poder ao máximo transformando a gigantesca bala em estado intangível que atravessa o planeta Terra inteiro e parte a esmo e em grande velocidade pelo espaço sideral.
Cada um de seu jeito sente a perda de Kitty: Wolverine enche a cara,  Colossus contempla o espaço com muita tristeza imaginando Kitty e Emma não consegue se segurar e cai em prantos.

### Retorno
Em Uncanny X-Men #522, Kitty é salva por Magneto, que num ato altruísta utiliza grande parte de seus poderes magnéticos para atrair a bala para a Terra, na esperança de conquistar a confiança dos X-Men. Magneto consegue trazer Lince Negra em segurança à Terra, mas fica em estado muito grave pelo esforço.
Entretanto, quando Kitty tenta tocar em Colossus, fica evidente que ela se encontra presa em seu estado intangível e está incapaz de falar. Imediatamente, os X-Men começam estudar as causas do estado de Kitty, enquanto ela é mantida em uma câmara para sua segurança.

### Regenesis
Atualmente, Kitty se recuperou, e, por causa da dissolução dos X-Men em duas equipes diferentes (alguns ficaram com Ciclope e alguns ficaram com Wolverine), Pryde volta para Westchester com Wolverine. Lá, eles fundam a  “Escola Jean Grey de Ensino Superior”.

## Guardiões da Galáxia
Apos a saída de Senhor das Estrelas da equipe Kitty finalmente se juntou a equipe que era é formada por Rocket Raccoon, Groot, Agente Venom, Coisa e Drax o Destruidor. Atualmente Peter Quill e Gamora voltaram à equipe.

## Poderes e Habilidades

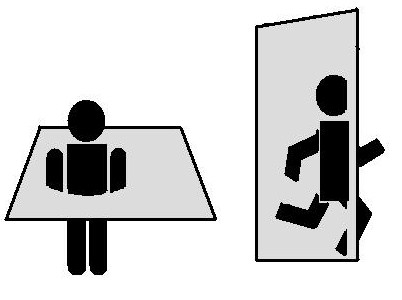
A habilidade de intangibilidade a torna praticamente invulnerável.

Kitty é uma mutante com a capacidade de passar pela matéria sólida, passando suas partículas atômicas pelos espaços entre os átomos do objeto pelo qual ela está se movendo. Dessa maneira, ela e o objeto pelo qual está passando podem se fundir temporariamente sem interagir, e cada um fica ileso quando Kitty termina de passar pelo objeto. Esse processo é chamado de "faseamento" ou tunelamento quântico e a torna quase completamente intangível ao toque físico. A Lince Negra passa pelos objetos na mesma velocidade em que ela está se movendo antes de entrar neles. Como ela é incapaz de respirar enquanto está dentro de um objeto, ela só pode passar continuamente por objetos sólidos (como quando viaja no subsolo), desde que consiga prender a respiração. No entanto, foram apresentadas representações contrárias da duração de sua capacidade de faseamento, como quando ela percorreu quilômetros dentro de um objeto. O uso de suas habilidades também interfere com qualquer sistema elétrico à medida que ela atravessa, interrompendo o fluxo de elétrons de átomo para átomo, incluindo os sistemas bioelétricos dos corpos vivos, se ela se concentrar da maneira correta. Isso normalmente faz com que as máquinas funcionem mal ou sejam destruídas à medida que ela passa por elas, e pode induzir choque e inconsciência nos seres vivos.
Usar seu poder começou como uma habilidade opcional, mas por um período (mais de dez anos de quadrinhos publicados, aproximadamente dois anos seguidos) Kitty existia em um estado naturalmente "em fases" e teve que escolher conscientemente se tornar sólida. Kitty voltou à sua forma original e é normalmente sólida e deve optar por usar seu poder. Durante a fase, ela não caminha fisicamente nas superfícies, mas interage com as moléculas de ar acima delas, permitindo que ela suba e desça, fazendo com que ela aparentemente ande no ar. Enquanto está em fase, ela é imune à maioria dos ataques físicos e apresenta demonstrações inconsistentes de alguma resistência à telepatia. A densidade de alguns materiais (como adamantium) pode ser prejudicial à sua fase, causando desorientação severa ou dor se ela tentar passar por eles. Alguns ataques de energia também se mostram problemáticos para Kitty. Por exemplo, uma explosão de energia disparada por Harpoon , um membro dos Marotos , fez com que ela perdesse sua capacidade de se tornar totalmente tangível por meses. Magia e seres mágicos também podem prejudicá-la em seu estado de fases, como demonstrado em uma batalha com um demônio N'Garai cujas garras não deixaram marcas visíveis, mas causou a Kitty uma dor intensa ao passar por seu corpo intangível.
Kitty também pode estender seus poderes para transformar outras pessoas e objetos em fases. Ela é capaz de transformar pelo menos seis outras pessoas (ou objetos de massa semelhante) com ela, desde que estabeleçam e mantenham contato físico com ela. Ela pode estender seu efeito de fase às suas próprias roupas ou a qualquer outro objeto com massa até a de um caminhão pequeno, desde que permaneça em contato com ele. Kitty também pode tornar os objetos intangíveis, mantendo contato com eles. Ela ameaçou deixar as pessoas colocadas em uma parede, e usou seu poder ofensivamente para prejudicar o Technarch Magus.
Os poderes de Kitty parecem ter aumentado ao longo dos anos. Durante um arco de história dos X-Treme X-Men , no qual ela é sequestrada pelo reverendo William Stryker, ela muda de sincronia com a rotação da Terra para passar de um lugar no mundo (apenas leste ou oeste) para outro, aparentemente instantaneamente. No clímax do arco da história, ela é possuída pelo seu futuro, seu eu mais antigo, permitindo que ela solidifique apenas seu ombro enquanto passa o resto do corpo por Destiny - um feito explicitamente além das habilidades de Kitty, de 13 anos. Em Astonishing X-Men, Kitty cria uma "bala" de 16 km de comprimento composta por metais alienígenas super densos em todo o planeta Terra. Esse feito causou-lhe uma tensão considerável, mas ela foi incapaz de eliminar a bala. Além disso, originalmente Kitty achava difícil ou impossível transformar apenas parte de seu corpo de cada vez. Em Dias do Futuro Passado, Kitty Pryde, de Joss Whedon, pode dar um soco e chutar alguém em pé do outro lado de uma parede, alternando e desfasando partes do corpo, conforme necessário. Ela pode até correr e pular através de um oponente armado, pegando sua arma enquanto passa, o que presumivelmente exige que ela solidifique apenas a área da palma das mãos e, em seguida, imediatamente transforme as mãos e a arma.
Além de seus poderes mutantes, Kitty é um gênio no campo da tecnologia aplicada e da ciência da computação. Ela é altamente talentosa no design e uso de hardware de computador. Ela é uma habilidosa piloto de aeronaves com motores a pistão e a jato, e é competente em certos veículos interestelares avançados. Ela já havia demonstrado uma capacidade única de manejar a espada da alma e também ser prejudicada por ela. Desde a sua posse pelo demônio ninja Ogun, ela sempre demonstrou ser uma excelente combatente corpo a corpo, incluindo Karatê, Luta de rua, Aikido , Ninjutsu e Krav Maga , tendo sido desde então dotada de uma vida inteira de treinamento nas artes marciais japonesas ninja e samurai.
Ela é dançarina de nível profissional tanto no balé quanto na dança moderna. Ela fala inglês fluentemente, japonês, russo e os idiomas real e padrão dos estrangeiros Shi'ar e Skrull, e possui um conhecimento moderado em gaélico, hebraico e alemão.
Kitty também compartilha uma conexão mental / empática com seu dragão de estimação Lockheed ; ela e o dragão alienígena podem "sentir" a presença um do outro às vezes e geralmente entender os pensamentos e ações um do outro.
Desde que Kitty usou o Vórtice Negro, seus poderes foram aumentados para uma escala cósmica, tornando-a um ser divino. Ela pode passar por qualquer material de qualquer densidade e até mesmo tirar um planeta do âmbar de Thane, enquanto que em seu estado normal é uma tarefa extremamente difícil simplesmente eliminar o âmbar. Ela também pode aparentemente se cruzar entre os planos do multiverso e é imune aos efeitos do espaço. Sua aparência pode ser alterada, mas sua forma natural parece ser bastante gasosa na aparência.

## Em outras mídias

### Desenhos Animados
X-Men: Evolution foi uma série que lançou em 2004, na qual Kitty é uma das protagonistas. Ela é uma adolescente de 15 anos, que descobre seus poderes em uma noite chuvosa. Ela sonhava que estava voando e, de repente, começa a cair. Quando Kitty acorda, a mutante percebe que atravessou de seu quarto até o porão. A garota se assusta e o Professor Xavier, junto com Jean Grey a detectam com o Cérebro e vão falar com seus pais. Mas eles não a deixam se juntar aos X-Men. Na escola, Kitty conhece Lance Alvers (Avalanche), um rapaz que também é mutante. Ele quer obrigá-la a ajudá-lo em seus crimes, mas os X-Men o impedem. Seus pais, depois de verem os X-Men em ação e o pedido de sua filha para se juntar à equipe, eles a deixam se tornar uma X-Men. Seu melhor amigo é Kurt, o Noturno. Ao longo da série ela amadurece e, Kitty inicia um romance com Lance, que muitas vezes é atrapalhado pela Irmandade dos Mutantes, grupo que Lance se juntou. Geralmente é alegre e otimista, é uma amiga leal e sempre quer ajudar os outros. É uma ótima aluna, muito inteligente, porém é uma péssima cozinheira e uma péssima motorista. Kitty No Final da série se torna amiga de um dos Acólitos de Magneto, Colossus. É dublada por Marisa Leal na versão brasileira.
No primeiro episódio da série Wolverine and the X-Men (série), Kitty aparece treinando na academia com os X-Men. Mas depois do incidente causado acidentalmente por Jean Grey e Professor Xavier, que separou todos os X-Men, Kitty não via outra saída a não ser ir para Genosha, a cidade dos mutantes. Enquanto isso, Wolverine estava reunindo os X-Men. Ele a recruta novamente e junto com os X-Men, irá impedir que o futuro se torne uma trágedia com a guerra dos humanos contra mutantes. Ela se torna um membro muito valioso para Wolverine e os X-Men e um dos personagens principais. Ao decorrer da série Homem de Gelo e Kitty se aproximam cada vez mais. É dublada por Glaucia Franche na versão brasileira.
Em The Super Hero Squad Show, o vilão Doutor Destino está em busca da dominação universal e tenta adquirir o poder ilimitado da "Espada do Infinito". Porém, numa batalha contra o Homem de Ferro, a espada se parte em pedacinhos (fractais), e esses chovem na cidade. Então, o Doutor Destino forja alianças com quase todos os supervilões, que formam a Legião Letal, a fim de procurarem os pedacinhos da Espada do Infinito. Em resposta é formado o grupo de super-heróis Esquadrão de Heróis. Kitty Pryde faz parte dos X-Men, grupo de mutantes aliados ao esquadrão.

### Cinema

Elliot Page interpretou a personagem nos filmes "X-Men: O Confronto Final" e "X-Men: Dias de Um Futuro Esquecido".

Kitty aparece apenas em pequenas pontas de X-Men: O Filme, sendo interpretada por Sumela Kay e em X-Men 2, é interpretada por Katie Stuart. Em X-Men: O Confronto Final e X-Men: Dias de Um Futuro Esquecido ela é interpretada por Elliot Page, onde Kitty já participa mais, sendo fundamental nas batalhas finais, tendo até uma batalha sozinha contra Fanático em O Confronto Final. Em Dias de Um Futuro Esquecido, ela salva os mutantes mandando a consciência de Wolverine ao passado com seus poderes para que ele impeça a criação dos Robôs Sentinelas e evitasse o futuro. Nos dois filmes onde ela é interpretada por Elliot Page, Kitty demonstra forte sentimento por Bobby Drake (Homem de Gelo).